# Avatha roesleri
Avatha roesleri är en fjärilsart som beskrevs av Kobes 1985. Avatha roesleri ingår i släktet Avatha och familjen nattflyn. Inga underarter finns listade i Catalogue of Life.